# 安绕镇
安绕镇，是中华人民共和国西藏自治区山南市加查县下辖的一个乡镇级行政单位。

## 行政区划
安绕镇下辖以下地区：
桑东村、思木村、仲巴村、拉宇村、嘎麦村、嘎堆村、拉岗村、索囊村、嘎吉村、热果村、扎雪村、达堆村、惹米村和塘麦村。